# ГЕС Санта-Клара (Rio Jordão)
ГЕС Санта-Клара (Rio Jordão) — гідроелектростанція на південному сході Бразилії у штаті Парана. Знаходячись між малою ГЕС Salto Curucaca (вище по течії) та ГЕС Fundão, входить до складу каскаду на Rio Jordão, що впадає справа в Іґуасу (ліва притока другої за довжиною річки Південної Америки Парани).
У межах проекту річку перекрили греблею з ущільненого котком бетону висотою 67 метрів та довжиною 618 метрів, котра потребувала 550 тис. м3 матеріалу. Вона утримує водосховище з площею поверхні 20,1 км2, рівень води в якому в операційному режимі змінюється між позначками 787,5 і 805,5 метра НРМ (максимальний рівень на випадок повені може сягати 810,4 метра НРМ).
Зі сховища ресурс подається через прокладений у лівобережному масиві дериваційний тунель до розташованого за 1,9 км балансувального резервуара, який збудовано за 0,3 км від машинного залу. Основне обладнання станції становлять дві турбіни типу Френсіс потужністю по 61 МВт, що при напорі 88 метрів забезпечують виробіток 610 млн кВт·год електроенергії на рік.
Крім того, на ресурсі, який випускають із греблі для підтримки природної течії річки, працює мала ГЕС Санта-Клара потужністю 3,6 МВт, котра виробляє 24 млн кВт·год на рік.
Видача продукції відбувається по ЛЕП, розрахованій на роботу під напругою 138 кВ.